# Arthur Koch
Arthur Maximilian Koch, född 20 november 1836 i Valbo-Ryrs socken, Älvsborgs län, död 2 november 1913 i Uddevallavar en svensk godsägare och riksdagsman.
Koch var ledamot av riksdagens första kammare. Han var far till Ivar Koch.